# Miguel Chamorro Araya
Miguel Chamorro Araya (Talca, 19 de octubre de 1889-Santiago, 1958) fue un ingeniero civil y político chileno, que desempeñó como ministro de Fomento de su país, durante la vicepresidencia de Abraham Oyanedel Urrutia entre octubre y diciembre de 1932.

## Familia y estudios
Nació en la comuna chilena de Talca el 19 de octubre de 1889, hijo de Germán Chamorro y Carlota Araya. Realizó sus estudios primarios y secundarios en el Liceo de Talca, continuando los superiores de manera particular en ingeniería.
Se casó y tuvo tres hijas: Rebeca, Marta y Elsa.

## Carrera pública
En un principio se incorporó al Ejército de Chile, desempeñándose como vicesargento primero del Batallón de Ingenieros Militares Zapadores n° 3 de Concepción.
Tras un breve paso por esa institución castrense, se dedicó a la ingeniería, principalmente en la construcción de caminos, puentes y edificios. Fue autor de un aparato de tracción animal para la construcción de caminos, el cual registró bajo el nombre de "Rastraniveladora Melipilla", y del proyecto de construcción del primer edificio colectivo para obreros que se hizo en Chile, en la Plaza San Eugenio de Santiago.
Militó en el Partido Democrático, siendo presidente de la colectividad. El 3 de octubre de 1932, fue nombrado por el vicepresidente Abraham Oyanedel Urrutia como titular del Ministerio de Fomento, cargo que ocupó hasta el final de su administración provisional el 24 de diciembre de ese año. Con el retorno a la presidencia del liberal Arturo Alessandri, en diciembre de 1934 fue nombrado como intendente de la provincia de Aysén, actuando como tal hasta su renuncia el 14 de julio de 1936. En las elecciones parlamentarias del año siguiente, postuló como candidato a diputado por Arauco, sin resultar electo.
De la misma manera, militando en el partido Alianza Popular Libertadora (APL), en una elección complementaria de 1939 se postuló como candidato a diputado por Concepción, sin tampoco resultar electo. Tres décadas después, militando ahora en el Partido Democrático Nacional (Padena), en las elecciones parlamentarias de 1965, fue candidato a diputado por el 1.° distrito de Santiago; obteniendo 27 votos, sin resultar electo.
Fue miembro de la Sociedad de Empleados de la Unión Mutual de Talca y de la Legión Militar y Naval de Chile, de Concepción. Falleció en Santiago de Chile en 1958.